# Forma Chen di 18 posizioni
Una forma (TaoluP) del Taijiquan è una sequenza di movimenti tra loro collegati a costituire un esercizio continuo. 
Le forme tradizionali sono estremamente lunghe; per questa ragione in epoca moderna ne sono state definite più brevi ed adatte ad uno studio "amatoriale". 
La forma delle 18 posizioni è una di queste, codificata dal maestro Chen Zhenglei con movimenti ripresi dalle forme tradizionali dello stile Chen.
| Posizione     | Nome in cinese             | Nome in italiano                                               | Movimenti |
| prima sezione |                            |                                                                |           |
| 1             | Qi Shi                     | inizio della forma                                             | 5         |
| 2             | jin gang dao shui          | Il guerriero di Budda (Jin Gang) pesta il mortaio              | 4         |
| 3             | lan zha yi                 | allacciarsi la veste pigramente                                | 4         |
| 4             | liu feng si bi             | Sei sigilli e quattro chiusure (spingere con entrambe le mani) | 4         |
| 5             | Dan bian                   | frusta semplice                                                |           |
| 6             | Bai he liang chi           | l'anatra bianca distende le sue ali                            |           |
| 7             | xie xing                   | avanzare in diagonale                                          |           |
| 8             | lou xi                     | abbracciare il ginocchio                                       |           |
| 9             | Ao bu                      | girarsi con le ginocchia piegate                               |           |
| 10            | Yan shou hong quan         | nascondere la mano e colpire con un pugno                      |           |
| 11            | Gao tan ma                 | osservare dall'alto del cavallo                                |           |
| 12            | Zuo deng yi gen            | calcio laterale con il tallone sinistro                        |           |
| 13            | Yu nu chuan suo            | la ragazza di giada lavora alla spola                          | 7         |
| 14            | yun shou                   | muovere le mani nelle nuvole                                   | 7         |
| 15            | Zhuan shen shuang bai lian | girarsi e colpire con il piede                                 |           |
| 16            | Dang tou pao               | colpire con il pugno di cannone                                |           |
| 17            | jin gang dao shui          | Il guerriero di Budda (Jin Gang) pesta il mortaio              | 4         |
| 18            | shou shi                   | conclusione                                                    | 5         |